# Podhalański Bank Spółdzielczy w Zakopanem
Podhalański Bank Spółdzielczy w Zakopanem – bank spółdzielczy z siedzibą w Zakopanem w Polsce. Bank zrzeszony jest w Banku Polskiej Spółdzielczości S.A.

## Historia
Bank powstał w 1882. W 2003 otwarto oddział w Białym Dunajcu, natomiast w lipcu 2009 filię w Poroninie.

## Władze
W skład zarządu banku wchodzą:
- prezes zarządu
- wiceprezes zarządu
- 2 członków zarządu

Czynności nadzoru banku sprawuje 16-osobowa rada nadzorcza.

## Placówki
- Centrala w Zakopanem ul. Kościuszki 2
- oddział w Białym Dunajcu ul. Jana Pawła II 315A
- filie:
  - Poronin ul. Piłsudskiego 11
  - Kościelisko ul. Nędzy Kubińca k/181